# Javaanse neushoorn

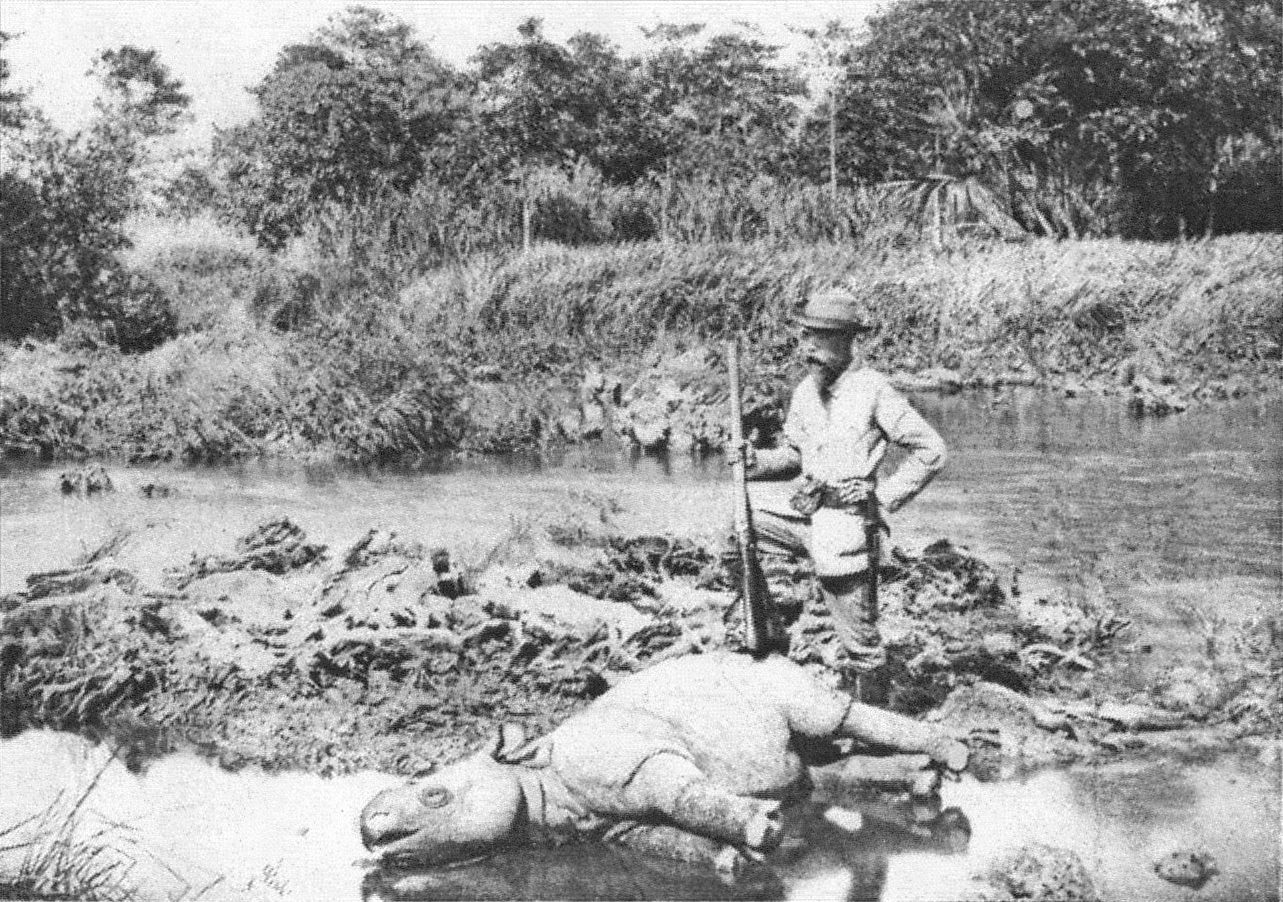
Op Java geschoten Javaanse neushoorn, 1905

De Javaanse neushoorn (Rhinoceros sondaicus) is een soort uit de familie van neushoorns. Hij komt voor op het Indonesische eiland Java.

## Kenmerken
De soort is groter dan de Sumatraanse neushoorn en heeft een schouderhoogte van tussen de 140 en 170 centimeter. Zijn gewicht is ± 1400 kg. Op zijn lichaam is de huid verdeeld in drie delen. Een deel achter de nek, een deel over en achter de schouders en een deel over de romp. De Javaanse neushoorn heeft een enkele kleine hoorn die niet groter wordt dan circa 15 centimeter. De sporen van deze neushoorn zijn ongeveer 23 centimeter in diameter en hebben drie tenen.

## Leefwijze
De Javaanse neushoorn komt voornamelijk voor in laaggelegen delen van het oerwoud vooral daar waar veel modderpoelen en water zijn. Het dieet bestaat voornamelijk uit ondergroei, takken en gevallen fruit.

## Voortplanting
De Javaanse neushoorn leeft solitair en heeft alleen contact met andere neushoorns voor de voortplanting. De voortplanting is niet periodegebonden. Bullen zijn geslachtsrijp na zes jaar, koeien na vier jaar. De vrouwtjes geven geboorte aan een kalf na een dracht van zestien maanden. Het jong blijft tot maximaal twee jaar bij de moeder. De Javaanse neushoorn produceert slechts eenmaal in vier à vijf jaar een kalf.
De levensverwachting van de soort bedraagt ongeveer veertig jaar.

## Voorkomen
De soort kwam in het begin van de negentiende eeuw nog in geheel Zuidoost-Azië voor. Er is anno 2019 nog slechts één populatie bekend: in nationaal park Ujung Kulon op West-Java leven ongeveer 65 individuen. Tot in 2010 kwam de soort ook voor in Vietnam, maar het laatste dier werd in dat jaar door stropers gedood. Daarmee wordt de Vietnamese ondersoort als uitgestorven beschouwd.

## In gevangenschap
De soort wordt in geen enkele dierentuin gehouden. Exemplaren die in de negentiende eeuw in gevangenschap werden gezet stierven meestal snel, onder andere doordat men niet wist hoe men ze moest verzorgen. De laatste Javaanse neushoorn in gevangenschap stierf in 1907 in een dierentuin in Adelaide. Het dier was (en is) zo onbekend dat men hem voorstelde als een Indische neushoorn. Een tijd- en geldrovend plan in de jaren 1980 en 1990 om de soort in een dierentuin te fokken, mislukte.

## Ondersoorten
Er bestaat nog een ondersoort:
- Indonesische Javaanse neushoorn (Rhinoceros sondaicus sondaicus) (Java)

Vier ondersoorten zijn uitgestorven:
- Rhinoceros sondaicus inermis (Oost-India en aangrenzende gebieden)
- Rhinoceros sondaicus guthi
- Rhinoceros sondaicus sivasondaicus
- Vietnamese Javaanse neushoorn (Rhinoceros sondaicus annamiticus) (Vietnam)

## Trivia
- Het embleem van de 2-VLG-V van de ML-KNIL was een Javaanse neushoorn.